# Rock ’n’ Roll
1975. február 21-én jelent meg John Lennon „Rock 'n' Roll” című albuma, melyen az 1950-es évek végén és az 1960-as évek elején népszerű rock and roll-dalok feldolgozásai hallhatók. A felvételek egy évnél is tovább tartottak és mára már a rock történetének egyik legkülönösebb fejezetévé váltak. A címet az utolsó pillanatban választották, eredetileg a borítón látható neonreklámban szerepelt.

## Története
Még folyt Lennon harca az amerikai Bevándorlási Hivatallal deportálása ellen, amikor Morris Levy, a Roulette Records vezére beperelte. Egy interjúban Lennon elismerte, hogy "Come Together" című dalának stílusa hasonlít Chuck Berry "You Can't Catch Me" című dalára (a dalt Levy adta ki), valamint egy sort is átvatt belőle („Here come old flat-top”). Levy a szerzői jog megsértésével vádolta Lennont, de hajlandó volt elállni a pertől azzal a feltétellel, ha következő albumára (Mind Games) három, Levy által kiadott dalt vesz fel. Lennon a szóba jöhető dalok között sok fiatalkori kedvencét találta meg, ezért úgy döntött, hogy egy teljes feldolgozás-albumot fog készíteni.
Miután Lennon 1973 őszén különvált Yoko Onótól és May Panggel Los Angelesbe költözött, az A&M Studiosban és a Gold Star Studiosban Phil Spector segítségével hozzálátott az album felvételéhez. A kanbulikhoz hasonló hangulat miatt a munka hamarosan részeges tivornyává vált, Lennon pedig egyre agresszívabb lett. Miután kirúgták őket az A&M-ből, Spector az elkészült felvételekkel több hónapra eltűnt. (Egyszer felhívta Lennont, és azt mondta, hogy nála vannak a John Dean-szalagok a Watergate-botrányról; Lennon gyanította, hogy a mesterszalagokról van szó. Spectorról időközben az a hír járta, hogy balesetet szenvedett, kómában volt, vagy pedig meghalt. Lennon tudta, hogy egyik sem igaz, mégsem tudott tenni semmit.)
Időközben felfüggesztette saját albumának munkálatait. Elvállalta, hogy producerként közreműködik Harry Nilsson új albumán (Pussy Cats), és Ringo Starr Goodnight Vienna című albumának felvételében is részt vett (a címadó dalt is ő írta). Eközben megírta a Walls and Bridges dalait és 1974 nyarán Mayjel New Yorkba költözött.
Közvetlenül a Walls and Bridges felvételének kezdete előtt Lennon egy csomagot kapott Spectortól – az elveszett szalagokat, amiket Al Coury, a Capitol Records elnöke vett meg 90 000 dollárért. Lennon félretette a szalagokat és elkészítette a Walls and Bridgest, majd hozzálátott az 1973-ban félbeszakadt munka befejezéséhez. A kész felvételekkel nem volt elégedett (hangján érezni lehetett, hogy részeg, és Spector sem végzett jó munkát), úgyhogy visszahívta a Walls and Bridgesen játszó zenészeket és néhány nap alatt kilenc dalt vettek fel, Lennon pedig újraénekelte őket.

## Az album dalai
1. Be-Bop-A-Lula (Sheriff Tex Davis – Gene Vincent) – 2:39
2. Stand by Me (Jerry Leiber – Mike Stoller – Ben E. King) – 3:26
3. Medley: Rip It Up/Ready Teddy (Robert Blackwell – John Marascalco) – 1:33
4. You Can't Catch Me (Chuck Berry) – 4:51
5. Ain't That a Shame (Fats Domino – Dave Bartholomew) – 2:38
6. Do You Wanna Dance (Bobby Freeman) – 3:15
7. Sweet Little Sixteen (Chuck Berry) – 3:01
8. Slippin' and Slidin' (Richard Penniman – Edwin J Bocage – Albert Collins – James Smith) – 2:16
9. Peggy Sue (Jerry Allison – Norman Petty – Buddy Holly) – 2:06
10. Medley: Bring It on Home to Me/Send Me Some Lovin' (Sam Cooke)/(John Marascalco – Lloyd Price) – 3:41
11. Bony Moronie (Larry Williams) – 3:47
12. Ya Ya (Lee Dorsey – Jerry Lee Lewis – Bobby Robinson) – 2:17
13. Just Because (Lloyd Price) – 4:25